# パウロ・ディアス
パウロ・セサル・ディアス・ウインカレス（Paulo César Díaz Huincales、1994年8月25日 - ）は、チリ・サンティアゴ出身のプロサッカー選手。チリ代表。CAリーベル・プレート所属。ポジションは、ディフェンダー。

## 経歴

### 代表
2015年1月、チリ代表初招集。同月のアメリカ合衆国戦で代表デビュー。